# The Less You Know, the Better
Albums de DJ Shadow
The Outsider
Singles
1. Def Surrounds U / I've Been Trying
Sortie : 2010
2. I Gotta Rokk
Sortie : 7 juin 2011
3. I'm Excited
Sortie : 1er août 2011

The Less You Know, The Better est le quatrième album studio de DJ Shadow, sorti le 27 septembre 2011 aux États-Unis et le 3 octobre 2011 en France sous le titre Moins On En Sait, Mieux C'est.
L'album s'est classé 5e au Top Electronic Albums et 149e au Billboard 200.

## Liste des titres
| No  | Titre                                               | Contient un (des) sample(s) de | Durée |
| --- | --------------------------------------------------- | --- | ----- |
| 1.  | Back to Front (Circular Logic)                      | | 2:05  |
| 2.  | Border Crossing                                     | | 3:36  |
| 3.  | Stay the Course (featuring Talib Kweli et Posdnuos) | | 3:36  |
| 4.  | I've Been Trying                                    | | 3:13  |
| 5.  | Sad and Lonely                                      | I'm Sad and I'm Lonely de Susan Reed Faut que j'me pousse d'Offenbach | 3:10  |
| 6.  | Warning Call (featuring Tom Vek)                    | City Rises de Saigon | 3:36  |
| 7.  | Tedium                                              | | 2:27  |
| 8.  | Enemy Lines                                         | Loved and Lost de Nazareth | 5:23  |
| 9.  | Going Nowhere                                       | | 0:28  |
| 10. | Redeemed                                            | Andra Sidan de Trettioåriga Kriget God Gave Me a Song de Marietta Wolfe | 4:26  |
| 11. | Run for Your Life                                   | What I Say de Miles Davis | 3:25  |
| 12. | Give Me Back the Nights                             | | 3:55  |
| 13. | I Gotta Rokk                                        | Hot on Your Heels de Steeler Woman des Harlemans Backseat Driver de Steeler Shake Yourself Alive des Harlemans Ticket to Everywhere de SFF I've Got to Rock de Thundertrain Kerouac du W.L.A. Boom Boom Band At the Rat du W.L.A. Boom Boom Band | 6:29  |
| 14. | Scale It Back (featuring Little Dragon)             | | 4:17  |
| 15. | Circular Logic (Front to Back)                      | Ambrose (Part 5) de Linda Laurie On the Beach at Cambridge d'Adrian Mitchell Disziplin de Klaus Krüger Do the Crab de Spectrum | 4:55  |
| 16. | (Not So) Sad and Lonely                             | | 4:30  |